# 托雷亚诺
托雷亚诺（義大利語：Torreano），是意大利乌迪内省的一个市镇。总面积34平方公里，人口2272人，人口密度66.8人/平方公里（2009年）。ISTAT代码为030122。